# Alcis eurydiscaria
Alcis eurydiscaria là một loài bướm đêm trong họ Geometridae.